# Ozola liwana
Ozola liwana är en fjärilsart som beskrevs av Manfred Sommerer 1995. Ozola liwana ingår i släktet Ozola och familjen mätare. Inga underarter finns listade i Catalogue of Life.